# Пригоди Незнайка та його друзів (мультсеріал)
«Пригоди Незнайка та його друзів» — цикл радянських лялькових мультфільмів за мотивами однойменної книги Миколи Носова, який знімали з 1971 до 1973 року.
Став першим багатосерійним проєктом творчого об'єднання «Екран».

## Сюжет

### Фільм 1. Коротуни з Квіткового міста
У Квітковому місті живуть коротуни, у тому числі художник Тюбик, доктор Пілюлькін, мисливець Пулька та вчений Знайка. Але найзнаменитіший серед них — Незнайко. Він відрізняється від усіх тим, що нічого не знає.

### Фільм 2. Незнайка-музикант
Незнайко дуже любив слухати, як коротуни співають пісеньку про коника. Йому теж захотілося стати знаменитим музикантом, але в нього нічого не вийшло, бо він зовсім не хотів навчатись. Він намагався вчитися грати на трубі, але ніхто не хотів слухати.

### Фільм 3. Незнайка-художник
Художник Тюбик малював дуже гарні картини. Дивлячись на нього, Незнайко теж захотілося прославитися.
Історія дещо змінена в порівнянні з оригінальною книгою, де Незнайко просто малює карикатури на всіх коротунів. У третій серії мультфільму він переробляє картини Тюбика в карикатурні портрети, роблячи вандалізм, через що спочатку свариться з Гунькою, потім з іншими коротунами. Також у цій серії можна побачити кіноляп із портретом Пілюлькіна. Коли картини, перероблені Незнайкою демонструються глядачам, портрет Пілюлькіна висить ліворуч від портрета Гвинтика та Шпунтика, поруч із портретом Пончика, але коли Пілюлькін приходить дивитися портрети, його портрет висить праворуч від портрета Гвинтика та Шпунтика, поряд з портретом Знайка.

### Фільм 4. Незнайка-поет
Незнайка ніяк не міг вибрати собі цікавого заняття. Жодну справу він не доводив до кінця. Нарешті Незнайко вирішив стати поетом. Виявилось, цій справі теж треба вчитися, а Незнайці це не подобалося. Він написав кілька віршів про інших коротунів, але в результаті їм це не сподобалося, і Незнайка прогнали геть. Наприкінці серії він прочитав вірш своєму чотирилапому другові Бульці, і той оцінив його.

### Фільм 5. Незнайка за кермом
Гвинтик та Шпунтик винайшли диво-машину, яка працювала на газованій воді з сиропом замість бензину. Усі коротуна Квіткового міста зібралися подивитися на цей винахід. Гвинтик та Шпунтик дозволили покататися на машині всім коротунчикам, окрім Незнайка, і тому він вирішив сісти за кермо самостійно. Сівши за кермо, Незнайко спочатку не зміг завести машину, а потім, коли це йому вдалося, він зруйнував фактично все місто, після чого машина впала у вирву, а головний герой опинився на гілці. Як покарання лікар Пілюлькін збирався змастити його йодом, але Незнайко обіцяв, що такого більше не повториться.

### Фільм 6. Як Знайка створив повітряну кулю
Всі коротуна Квіткового міста обговорюють новину: Знайка створив повітряну кулю. Найвідважніші малюки вирушать у подорож, і розпочинаються приготування до польоту. Незнайко ображає подруг Гуньки, Мушку та Кнопочку, після чого проникає на будівництво. Там він спочатку малює на кулі пику, а потім проливає фарбу прямо на Знайку. В результаті останній вимагає, щоб Незнайко викреслили зі списку тих, хто летить.

### Фільм 7. Повітряна подорож
Для повітряної подорожі все готове. Знайка дав команду, і куля набрала висоту й злетіла в небо, але незабаром почала знижуватися. Тоді Знайка ухвалив сміливе рішення: самому зістрибнути з парашутом. В цей час всі побачили, що Незнайко також опинився на кулі, забравшись у мішок Пончика.

### Фільм 8. Незнайка у Зеленому місті
Повітряна куля відважних коротунів приземлилася в Зеленому місті. Уся малеча цього міста збіглася, щоб подивитися на незнайомців. Незнайка відразу розповів здивованим слухачам неймовірну історію про те, як вони подорожували і як він особисто винайшов повітряну кулю. Пізніше по телевізору він побачив своїх друзів у лікарні та вирішив відвідати їх.

### Фільм 9. Незнайка зустрічається з друзями
Пригоди Незнайка у Зеленому місті продовжуються. За допомогою собачки Бульки Незнайко зумів відшукати своїх друзів, яких дбайлива малеча Зеленого міста помістила до місцевої лікарні. Незнайко пішов до своїх друзів, але його не пропустили через те, що його друзі зчинили галас. Щоб проникнути до них, він замаскувався, одягнувши лікарський халат та окуляри і змайструвавши з вати накладні бороду та вуса.
У вигляді такого Айболита головний герой проникає в палату і з'ясовує, що ніхто не хворий. Незнайко повертається до кабінету Медуниці і, представившись професором Касторкіним, переконує її виписати з лікарні друзів. Медуниця не хоче цього робити, але Сніжинка переконує її, що вже можна. Друзів Незнайка виписують.

### Фільм 10. Повернення
Друзі Незнайка об'єдналися з ним, але не було тільки Знайка. За цей час Незнайко став головним винахідником та мандрівником. Він вирішив розповісти всім коротунам про цей дивовижний політ, але з'явився Знайка, внаслідок чого Незнайка викрили, як брехуна та хвалька. Спочатку Пончик з Торопижкою його задражнили, внаслідок чого змусили Незнайка заплакати, але малеча заступилася за нього. Наприкінці всі вирушили додому, співаючи пісеньку про коника.

## Над фільмом працювали
| Автор сценарію                      | Микола Носов |
| Режисери                            | Юрій Трофімов (1, 8) Карло Сулакаурі (2) Кирило Малянтович (3, 5 та 9) Володимир Голіков (4) Леонід Арістів (6) Олександр Боголюбов (7 та 10) Роман Качанов (7) |
| Художники-постановники              | Юрій Трофімов, Геннадій Смолянов |
| Оператори                           | Йосип Голомб (1, 3, 5, 7, 9 та 10) Ю. Корох (2) Артур Франго (4) Євген Туревич (6 та 8)                                                                         |
| Композитори                         | Володимир Шаїнський (1-5, 7, 9) Михайло Марутаєв (6, 8) Ігор Космачов (10)                                                                                      |
| Звукооператори                      | Віталій Азаровський (1-4, 6, 8) Л. Улькіна (5) Фелікс Джапарідзе (7, 10) А. Куцій (9)                                                                           |
| Ляльки виготовлені під керівництвом | Геннадія Лютинського |
| Монтаж                              | Світлани Симухіної, Марини Трусової, Галини Дробініної, Ніни Бутакової                                                                                          |
| Редактор                            | Валерія Коновалова |

## Створення
Цей мультфільм став першим багатосерійним проєктом кіностудії «Екран». Для створення було набрано кілька знімальних груп, за якими було розподілено всі 10 серій. В результаті серії відрізняються за якістю .
Подібно до інших анімаційних проєктів творчого об'єднання «Екран» у 1970-х роках, мультфільм виконаний в умовно-образотворчій манері з елементами буффонади.